# Tachina sumatrensis
Tachina sumatrensis là một loài ruồi trong họ Tachinidae.